# Ursus thibetanus formosanus

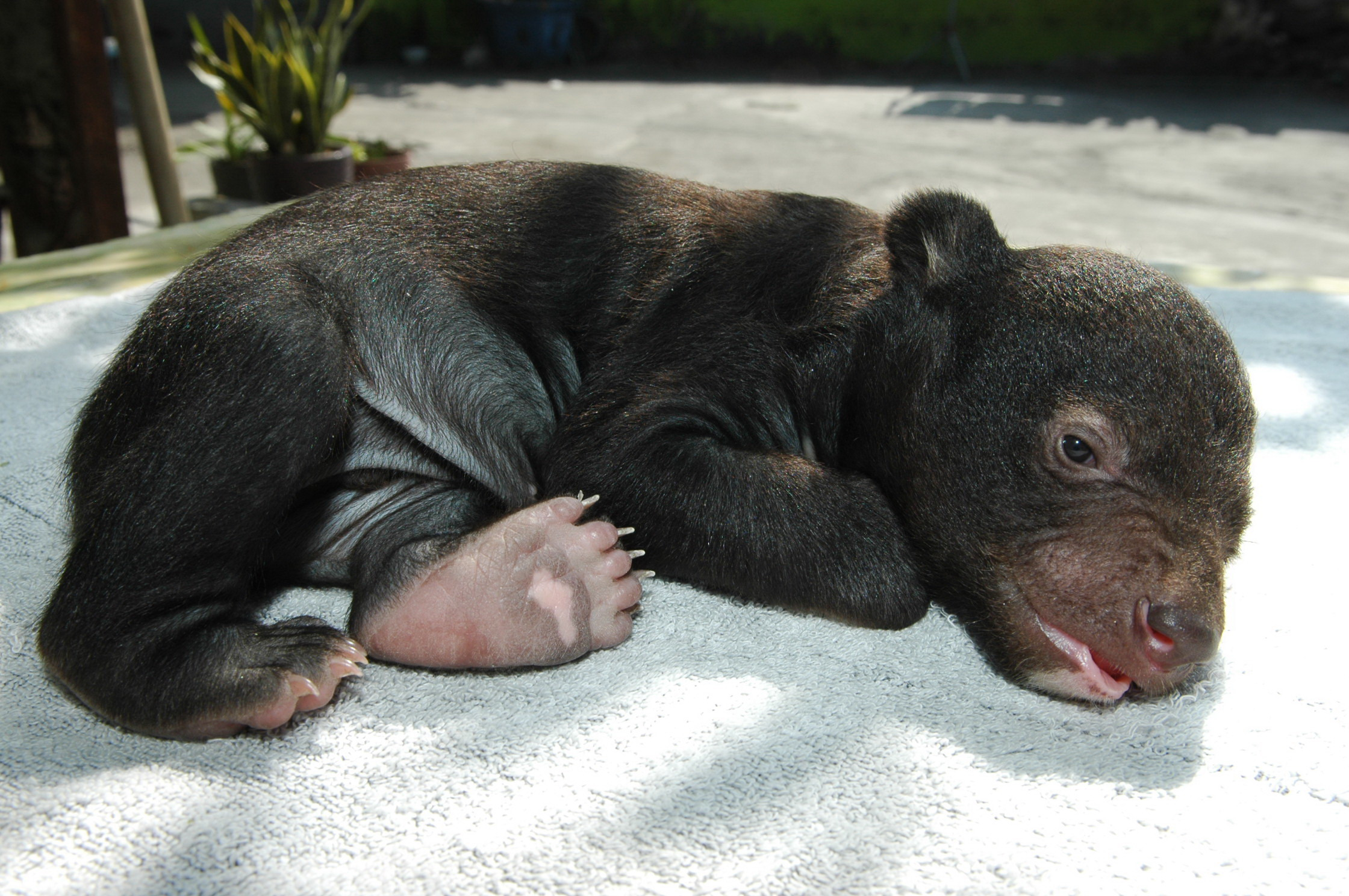
Cadell de 44 dies

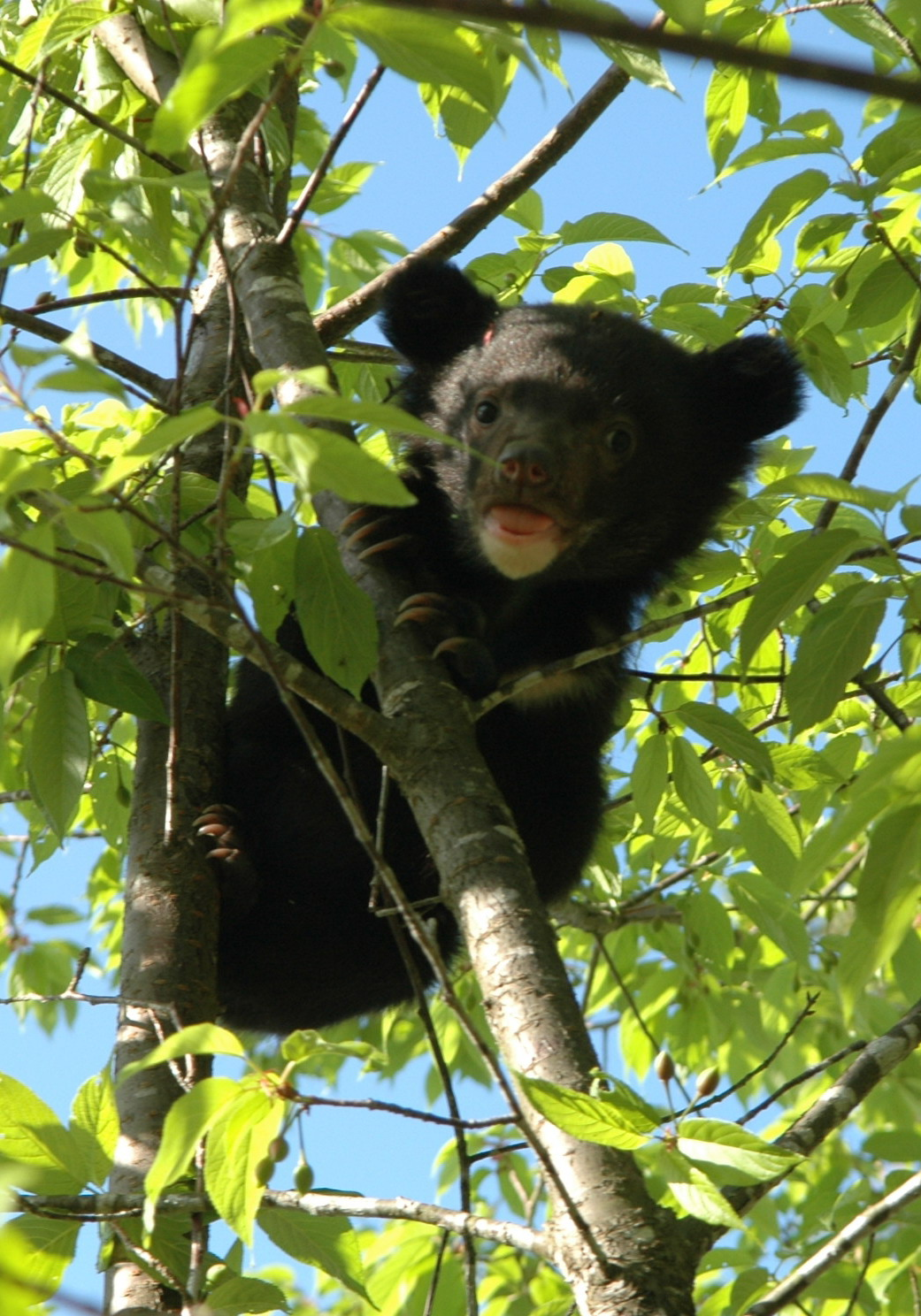
Cadell enfilant-se a un arbre.

Ursus thibetanus formosanus és una subespècie de l'os del Tibet (Ursus thibetanus) i el mamífer més gros de tot Taiwan.

## Descripció
- Pesa entre 110 i 440 lliures.
- Presenta un pelatge espès de color negre terrós.[2]

## Reproducció
L'aparellament té lloc a l'hivern. Després d'un període de gestació de vuit mesos la femella té entre un i tres cadells, els quals romandran amb sa mare durant un o dos anys.

## Alimentació
És omnívor i s'alimenta principalment de fulles, brots o branquetes tendres, fruites, arrels, insectes i animals petits. També es nodreix de cadàvers i carronya, si en troba.

## Hàbitat i distribució geogràfica
Es troba en boscos de muntanya als dos terços orientals de Taiwan i entre els 3.300-10.000 peus d'altitud.

## Costums
- A l'hivern, en comptes d'hibernar, simplement es trasllada a elevacions més baixes a la recerca d'aliment.
- És molt territorial i marca el seu territori amb esgarrapades als arbres o orinant a terra.
- També és molt solitari, llevat de l'època de l'aparellament o durant la criança dels cadells.
- Menja de nit i passa el dia descansant en arbres buits o en coves.[2]

## Longevitat
La seva esperança de vida és de 25-30 anys.

## Estat de conservació
Es troba protegit pel CITES, el qual prohibeix tota mena de comerç internacional de productes derivats d'aquesta espècie. No obstant això, la caça furtiva i la destrucció del seu hàbitat continuant amenaçant la seva existència.